# Камишеватска превлака
46° 22′ 00″ N 38° 00′ 00″ E / 46.36667° С; 38.00000° И
Камишеватска превлака (рус. Камышеватская коса) акумулативна је пешчана превлака на источној обали Азовског мора. Административно припада Јејском рејону Краснодарске Покрајине Русије. Представља јужни продужетак Јејског полуострва. Има српасти облик, а њене димензије и облик су подложни честим променама услед деловања климатско-абразивних елемената. 